# Godkiller
Godkiller es una serie transmedia de novelas gráficas, películas ilustradas y novelas creadas por el cineasta Matt Pizzolo que cuenta las historias de seres humanos atrapados en el fuego cruzado de dioses caídos en guerra.
La serie principal es una trilogía de largometrajes ilustrados que comienza con Godkiller: Walk Among Us, ilustrado por Anna Muckcracker y con actuaciones de Lance Henriksen, Davey Havok (cantante principal de AFI ), Danielle Harris, Bill Moseley, Lydia Lunch, Nicki. Clyne y Justin Pierre (cantante principal de Motion City Soundtrack ). La serie es particularmente notable por su uso de formatos de medios experimentales e innovadores, como el formato de película ilustrada que Pizzolo desarrolló con el productor Brian Giberson que fusiona arte secuencial con CGI 3D, gráficos en movimiento y actuaciones de voz dramáticas al estilo de una obra de radio .  En 2010, tras un lanzamiento clandestino de Halo 8 como DVD episódicos de formato corto, Warner Bros distribuyó ampliamente la película ilustrada completa.

La película ilustrada en DVD Godkiller: Walk Among Us - Episodio 1 de octubre de 2009 se estableció rápidamente como el lanzamiento de mayor venta de todos los tiempos de su distribuidor.  En enero de 2012, el primer número de la serie de cómics Godkiller 2: Tomorrow's Ashes debutó como serie digital.   

Godkiller regresó en 2014 como una serie de cómics en papel mensual de Black Mask Studios .  En noviembre de 2014, se informó que Godkiller se reiniciaría como una trilogía de largometrajes animados dirigida por Pizzolo. 

Godkiller regresó a las tiendas de cómics en julio de 2021 con la secuela Godkiller: Tomorrow's Ashes #1. La portada pintada por Nen Chang se convirtió inmediatamente en el best-seller de todos los tiempos de la editorial.  Con una tirada inicial de más de 40.000 ejemplares,  se agotó en el primer día de lanzamiento.  La editorial apresuró una segunda impresión a las tiendas con una nueva portada de la artista Yasmin Flores Montanez. 

## Historial de publicación/producción
Pizzolo dijo sobre la inspiración detrás de Godkiller :
Pensé que sería divertido diseñar una nueva mitología para los cagados y los inadaptados. Mi objetivo con esto es presentar héroes que no se comportan heroicamente porque su trabajo es mantener el status quo o porque están aburridos y quieren rescatar a una princesa, sino que actúan heroicamente porque son inadaptados normales que intentan hacerlo. lo mejor que puedan el uno por el otro en un mundo injusto y jodido. 

### Serie central
La serie Godkiller fue ideada para ser producida simultáneamente como una serie de novelas gráficas y películas (ambas utilizando el mismo arte secuencial) con el objetivo final de ser una trilogía de largometrajes. Pizzolo y Muckcracker comenzaron serializando Godkiller: Walk Among Us en una serie de cómics de 6 números (que debutó en 2008) y una serie de películas de 3 episodios (que debutó en 2009) antes de que el largometraje Walk Among Us completo se estrenara en cines en 2010.
La película Walk Among Us estaba programada para un lanzamiento único de DVD bimensuales de edición limitada a partir del 29 de septiembre de 2009, seguido de una presentación en cines de la película completa en enero de 2010 y un lanzamiento en DVD/Blu-ray en marzo de 2010.
Debido a una demanda abrumadora que superó las expectativas de los estudios, la fecha de salida del primer DVD se retrasó hasta el 6 de octubre de 2009, por lo que se pudieron suministrar suficientes DVD a las tiendas, incluidas Best Buy, Borders Books, FYE y Suncoast, entre muchos más minoristas.  Pizzolo y Muckcracker están trabajando actualmente en la segunda parte de la trilogía, Godkiller: Tomorrow's Ashes . La nueva serie estaba prevista para estrenarse a mediados de 2011, seguida poco después por la siguiente ola de películas. Se esperaba que el largometraje completo de Tomorrow's Ashes se estrenara en cines en 2011.

### Serie adicional

#### Godkiller: Guerra Silenciosa
Pizzolo también escribió la precuela pre-apocalíptica serializada Godkiller: Silent War, una serie de novelas de fantasía urbana que debutó como libros electrónicos y audiolibros episódicos sobre las características especiales de los DVD de Godkiller: Walk Among Us en octubre de 2009. 

Pizzolo explicó la estructura dramática a Dread Central :
Godkiller se divide en dos períodos... está el mundo prenuclear de Silent War y el mundo postnuclear de la novela gráfica y la película ilustrada Walk Among Us . Entonces Silent War es solo una precuela en la medida en que sucede antes, pero sus eventos impulsan la historia de Walk Among Us, y muchos de los mismos personajes aparecen en ambas. Estoy muy emocionado de que las dos historias puedan desarrollarse juntas de esta manera integrada: todo en este proyecto es poco ortodoxo y loco, espero que todos disfruten el viaje. 
Los primeros capítulos de Silent War (de octubre de 2009 a marzo de 2010) describieron protestas caóticas impulsadas por jóvenes en Wall Street y ahora se consideran proféticos del movimiento Occupy Wall Street que comenzó en septiembre de 2011. Las escenas de protesta fueron ilustradas por Muckcracker a mediados de 2011 como flashbacks en el cómic Godkiller: Tomorrow's Ashes - Spiderland y tienen un extraño parecido con las imágenes de Occupy. Pizzolo habló con Bleeding Cool sobre cómo las imágenes de protestas callejeras violentas, incluido un linchamiento del Wall Street Charging Bull, no se consideraban predictivas en el momento de su publicación inicial. 
Empezamos a vincular los eventos de Silent War en Spiderland. Silent War fue anteriormente una novela precuela serializada incluida en los DVD de Walk Among Us como libros electrónicos y audiolibros. Lo escribí en 2009 y parte de la trama central tiene lugar entre jóvenes radicales que protestan en Wall Street. Las páginas de Spiderland parecen sacadas directamente de Occupy Wall Street, pero Anna en realidad ilustró esas páginas el verano pasado antes de que comenzara Occupy. Es gracioso porque cuando Silent War comenzó a salir la gente me decía que no creían que habría un movimiento juvenil populista dirigido a Wall Street, pero ahora, cuando salga Spiderland, todos dirán, oh sí, eso es muy obvio, jaja. 

#### Los cuchillos largos
Pizzolo ha indicado que su serie de novelas gráficas de 2010 <i id="mwiw">The Long Knives</i> tiene lugar en un universo compartido con Godkiller y trata sobre varios personajes clave de Godkiller durante la crisis de la sociedad que precede a Godkiller: Walk Among Us . The Long Knives es un horror al estilo Giallo ilustrado por la recién llegada Ana Ludeshka. 

Ludeshka le dijo a Bloody Disgusting :
Me quedé muy sorprendido cuando leí por primera vez el guión de Long Knives. Y no sólo por la sangre y el gore. No hay piedad en esta historia. Arde como arden las cosas frías. 

## Trama

### Período pre-nuclear

#### Godkiller: Guerra Silenciosa
En un futuro cercano, Joe Junior, de 17 años, y su novia Bee dirigen un bar clandestino en el sótano de una iglesia abandonada de Nueva York, donde sirven bebidas narcóticas a menores de edad mientras brindan refugio y empleo en el mercado negro a los evasores del servicio militar obligatorio. Cuando Joe es reclutado por una secta armada de asesinos populistas, se ve arrojado a un mundo secreto de camarillas internacionales, conspiraciones alienígenas y la cuenta regresiva para el Armagedón. 

#### Los cuchillos largos
Una pandemia viral mortal está desgarrando a Estados Unidos. En medio del saqueo y la anarquía, una banda asesina de operaciones encubiertas ausentes está secuestrando niños... pero nadie sabe por qué. Cuando Bird, de 16 años, termina en sus garras, descubrirá una oscura conspiración con aterradoras consecuencias.

### Período post-nuclear

#### Godkiller: camina entre nosotros
Ambientado en el futuro después de un colapso económico, una guerra santa nuclear y una invasión alienígena, Godkiller: Walk Among Us sigue al huérfano Tommy mientras busca un nuevo corazón para su hermana enferma, Lucy.

#### Godkiller: las cenizas del mañana
La historia continúa la búsqueda de Tommy en Godkiller: Walk Among Us .

## Formatos

### Formato de película ilustrada
Pizzolo desarrolló el concepto de una película ilustrada con su socio productor Brian Giberson, mezclando elementos de anime, radiodrama, videojuegos y cómics en movimiento. Utilizando el arte original del cómic, la película ilustrada agrega animación en movimiento, efectos visuales, diseño de sonido elaborado, música y actuaciones de voz.  Wired le pidió a Pizzolo que explicara las diferencias entre los cómics en movimiento y las películas ilustradas:
En las películas ilustradas, impulsamos el ritmo de la narración con las dramáticas interpretaciones de voz y el diseño de sonido, lo que nos permite mostrar las ilustraciones de una manera en la que realmente puedas tomarte un momento para absorber el arte de la misma manera que lo haces cuando leyendo un cómic... Los cómics en movimiento están más cerca de una forma de animación limitada que utiliza los cómics como material fuente. Las películas ilustradas se acercan más al cine experimental de la obra de Ralph Bakshi, La jetée de Chris Marker o a la animación como Liquid Television . 
Pizzolo le dio a Bloody Disgusting pensamientos adicionales sobre las diferencias entre los cómics en movimiento y las películas ilustradas:
La respuesta simple es ilustrada: las películas son un intento de fusionar el arte secuencial de los cómics con la narración cinematográfica, mientras que los cómics en movimiento parecen más decididos a reutilizar los cómics para convertirlos en dibujos animados. Y no quiero parecer un idiota porque creo que los cómics en movimiento son geniales, simplemente son diferentes. A primera vista se parecen mucho... y la gente podría decir 'son cómics en movimiento en una pantalla, eso son cómics en movimiento' a lo que yo digo 'solo porque Seinfeld mueve a personas capturadas en una película de 35 mm no lo convierte en lo mismo que Full Metal Jacket '. En un nivel, se pueden ver los cómics en movimiento y las películas ilustradas como hermanos, como los libros de historietas frente a las novelas gráficas o los programas de televisión frente a los largometrajes, pero existen distinciones más profundas. Básicamente, somos cineastas, así que le aportamos una sensibilidad cinematográfica a esto... Animamos el movimiento en el cuadro, pero la necesidad de movimiento es diferente en la película... No es como si Michael Madsen rebotara alrededor del encuadre en Reservoir Dogs como lo hace Wakko en Animaniacs . 
Al explicar la decisión de desarrollar el nuevo formato cinematográfico, Pizzolo dijo a Bloody Disgusting :
Cuando decidimos hacer una adaptación animada del cómic, no podía ver cómo un enfoque animado tradicional haría justicia a las ilustraciones increíblemente exuberantes y detalladas de Anna. Tenía mucho sentido adaptar el medio a su arte, y no al revés. 
Pizzolo aclaró más en una entrevista con Horror News :
Hay muchas razones [Godkiller se hizo como una película ilustrada], pero creo que la más importante fue inspirarme en la magnífica obra de arte de Anna Muckcracker. Brian Giberson (mi socio en Halo-8) y yo habíamos estado experimentando con el formato de película ilustrada por un tiempo, pero todavía podríamos haber optado por la animación tradicional para Godkiller, ya que es realmente arriesgado experimentar con una historia loca y un nuevo formato cinematográfico. al mismo tiempo. Pero una vez que vi el arte de Anna supe que ninguna forma tradicional de animación podía hacer justicia a la estética sucia, texturizada y surrealista que ella creó. Fue realmente una elección artística, porque desde el punto de vista empresarial es muy arriesgado. 
Según Fangoria, " Lance Henriksen, Bill Moseley y Tiffany Shepis son los incondicionales del género que prestan su talento vocal al proyecto; también a bordo en esa capacidad están la reina del cine underground Lydia Lunch y los cantantes Justin Pierre (de Motion City Soundtrack ) y Davey Havok. (de AFI )".  Pizzolo y Giberson dieron a conocer un clip previo de la película ilustrada de Godkiller durante el panel "Comic Books & Indie Movies" en la Wondercon de Comic-Con International en San Francisco el 28 de febrero de 2009.   

Según Shock Till You Drop, " Danielle Harris (conocida por sus papeles en la franquicia de Halloween ), Katie Nisa ( Threat ) y Nicki Clyne ( Battlestar Galactica ) se han unido a los miembros del reparto previamente anunciados, Lance Henriksen, Bill Moseley, Tiffany Shepis y Justin. Pierre (cantante de Motion City Soundtrack ), Lydia Lunch ('Hardcore Collection' de Richard Kern ) y Davey Havok ( AFI ) en el elenco de la adaptación de la 'película ilustrada' Godkiller, escrita y dirigida por el galardonado cineasta Matt Pizzolo ( Threat ) basado en el cómic que creó con la ilustradora Anna Muckcracker." 
Pizzolo, Giberson y las actrices Danielle Harris y Tiffany Shepis presentaron dos clips exclusivos de la película ilustrada Godkiller en el Fin de Semana de los Horrores de Fangoria en Los Ángeles el 18 de abril de 2009.         Inmediatamente después del debut del clip previo en Weekend of Horrors, Fangoria publicó el primer clip exclusivo en línea de Godkiller en su sitio web.      La película se estrenó el 20 de abril de 2010 en Chicago como parte de la Comic-Con C2E2. 